# St. Johannes der Täufer (Niederreifenberg)
Die Kirche St. Johannes der Täufer ist die katholische Kirche in Niederreifenberg. Die alte Kirche wurde 1887 erbaut, die neue Kirche 1979. Sowohl die alte Kirche als auch der gesonderte Glockenturm stehen unter Denkmalschutz.

## Kirchengeschichte
Niederreifenberg gehörte ursprünglich zur Pfarrei Schloßborn. Seit dem 13. Jahrhundert pfarrte man nach Arnoldshain. Mit der Gründung der Pfarrei Reifenberg (im jetzigen Oberreifenberg) gehörte auch Niederreifenberg zu dieser. Am 1. Januar 1901 erfolgte die Abtrennung als Pfarrvikariat. Mit Wirkung zum 1. April 1953 wurde Niederreifenberg zu eigenen Pfarrei erhoben. Seit 2014 ist Niederreifenberg ein Kirchort der Pfarrei St. Franziskus und Klara – Usingerland im Bezirk Hochtaunus des Listums Limburg, die aus der Zusammenlegung der Pastoralen Räume Neu-Anspach, Usingen und Schmitten zu einer Pfarrei neuen Typs hervorging. Pfarrkirche ist nunmehr wegen der zentralen Lage St. Marien in Neu-Anspach.

## Alte Kirche

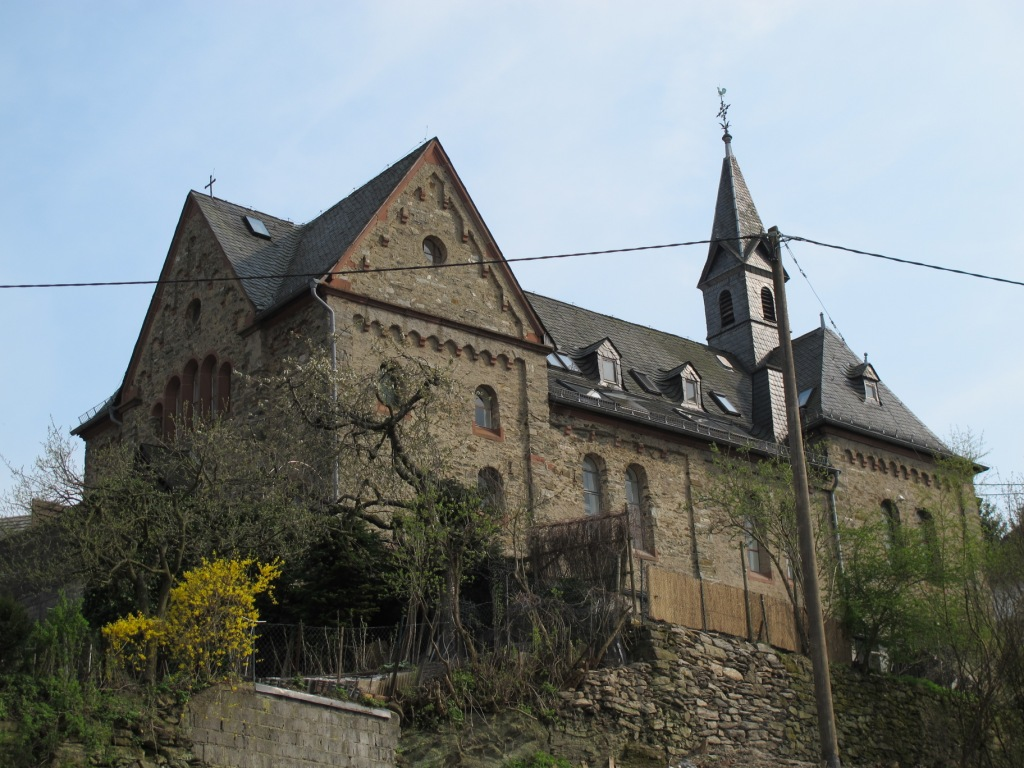
Alte Kirche

Mit dem Wachstum der Bevölkerung wuchs Ende des 19. Jahrhunderts der Wunsch nach einer eigenen Kirche für Niederreifenberg. Der Weg zur Oberreifenberger Kirche war steil und gerade im Winter beschwerlich. Dem Kirchenbau stand vor allem die Armut der Taunusgemeinde entgegen. Erst nach langer Zeit gelang es die Gelder für den Kirchenbau zusammenzutragen. Grundlage bildete ein Vermächtnis von 10.000 Mark der am 3. Mai 1893 verstorbenen Elisabeth Ungeheuer und eine Spende von 2956,13 Mark eines Herren Brück. 1895 genehmigte das Bistum Limburg den Bau einer Kapelle. Der Geldmangel führte dazu, dass man zunächst auf ein Glockengeläut verzichtete. Die Kapelle wurde 1897 durch den Limburger Architekten Fachinger aus lokalem Taunusschiefer erbaut. Das Grundstück hatte Bäckermeister F.J. Ungeheuer (der Bruder der Stifterin) kostenfrei zur Verfügung gestellt. Am 27. Juni 1897 wurde der Grundstein gelegt, am 7. Juli 1898 die erste Messe gelesen.
Im Jahr 1898 goss Georg Pfeifer in Kaiserslautern eine Glocke mit dem Schlagton e2, die am 6. Juli geweiht wurde. Diese, dem heiligen Joseph geweihte, Glocke wurde von Bürgermeister Ungeheuer gestiftet und besteht heute noch. Eine zweite Glocke, die am gleichen Tag Maria geweiht wurde, wurde am 27. Juni 1917 abgeliefert und wurde eingeschmolzen im Rahmen der Rohstoffsammlungen während des Ersten Weltkrieges.
Ab 1906 wurde die Kapelle erweitert und mit Kosten von 15.000 Mark zur Kirche umgebaut. Architekt war wieder Fachinger. Sie verfügte nun über eine Orgel mit 8 Registern. Diese hatte man gebraucht für 300 Mark von der katholischen Kirche Griesheim erworben. Die erste Messe in der neuen Kirche wurde am 24. Juni 1908 gelesen.
1939 erhielt das Gotteshaus eine neue Orgel. Diese stammte von der Firma Christian Gerhard & Söhne in Boppard. Erstmals bespielt wurde sie am 24. Juni 1939.
1948 wurde die Kirche umgebaut und am 24. November 1948 geweiht.
Nach dem Bau der neuen Kirche wollte das Bistum die alte Kirche abreißen. Nachdem der Landeskonservator Gottfried Kiesow hiergegen Einspruch erhoben hatte, wurde das Gebäude verkauft. Die notwendige Sanierung und der Umbau für eine Nachnutzung wurde vom Hochtaunuskreis mit 25.000 Mark und vom Landesamt für Denkmalpflege mit insgesamt 100 000 Mark gefördert. Seit 1990 wird die Kirche als Kunstatelier genutzt.

## Glockenturm

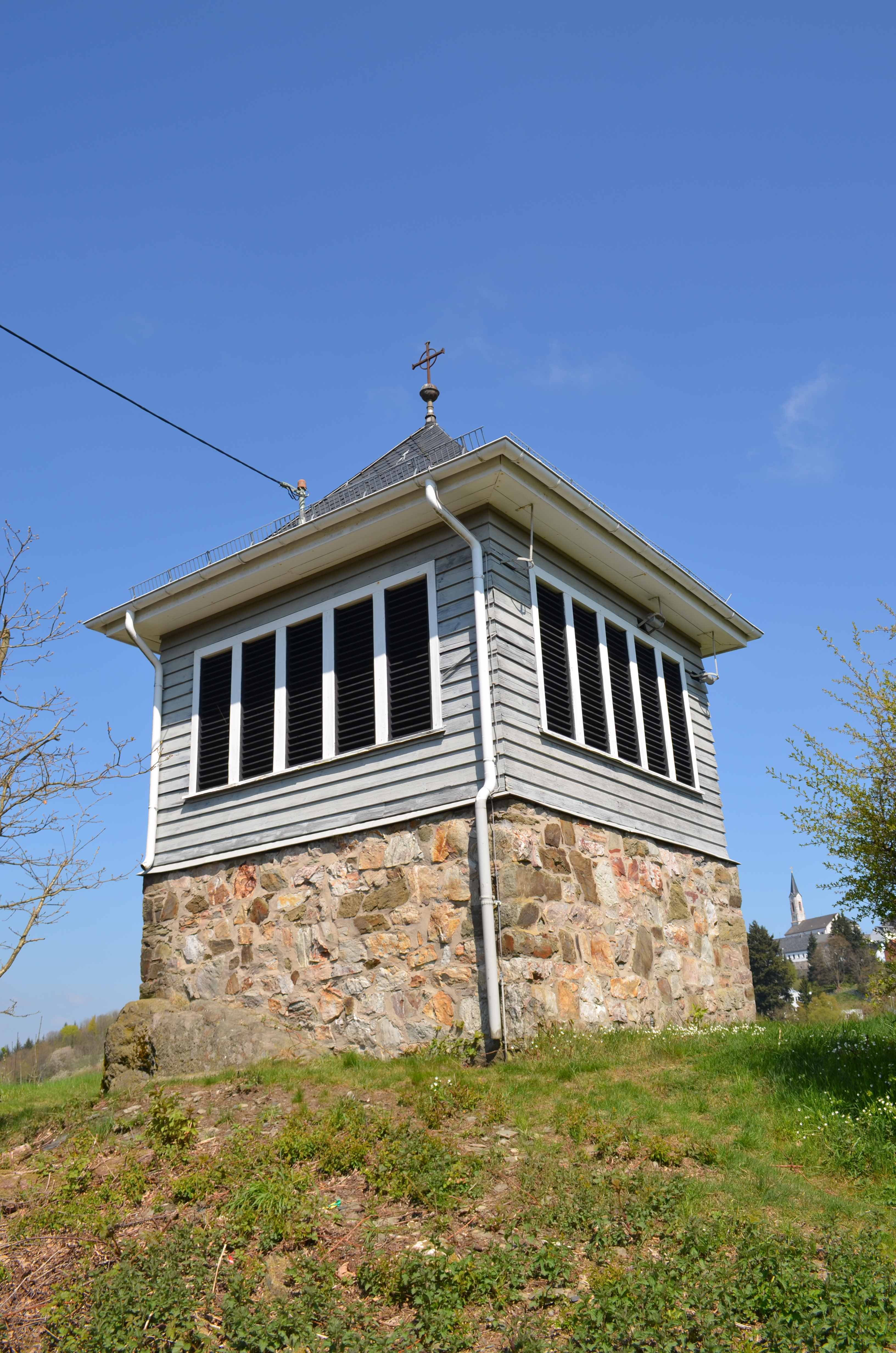
Glockenturm

Nachdem die Gemeinde weitere Finanzmittel erlangt hatte, sollte 1925 der Kirchturm um Glocken ergänzt werden. Hierbei stellte sich aber heraus, dass die Statik hierfür nicht ausreichte. Es wurde daher ein gesonderter Glockenturm etwa 150 Meter entfernt auf dem Johannisstein erbaut, der heute noch im Gebrauch ist. In ihm wurden drei Eisenhartgussglocken der Firma Ulrich & Weule aus Bockenem mit den Schlagtönen f1, as1 und b1 (Te-Deum-Motiv) aufgehängt.
1990 wurde eine programmierte Steuereinrichtung zum Betreiben einer elektrischen Läuteanlage als Diplomarbeit von zwei Studenten der Nachrichtentechnik an der Fachhochschule Darmstadt auf dem Glockenturm eingerichtet. Damit war es möglich, das Läuten per Telefon durch eine eigens installierte Telefonleitung auszulösen.

## Neue Kirche

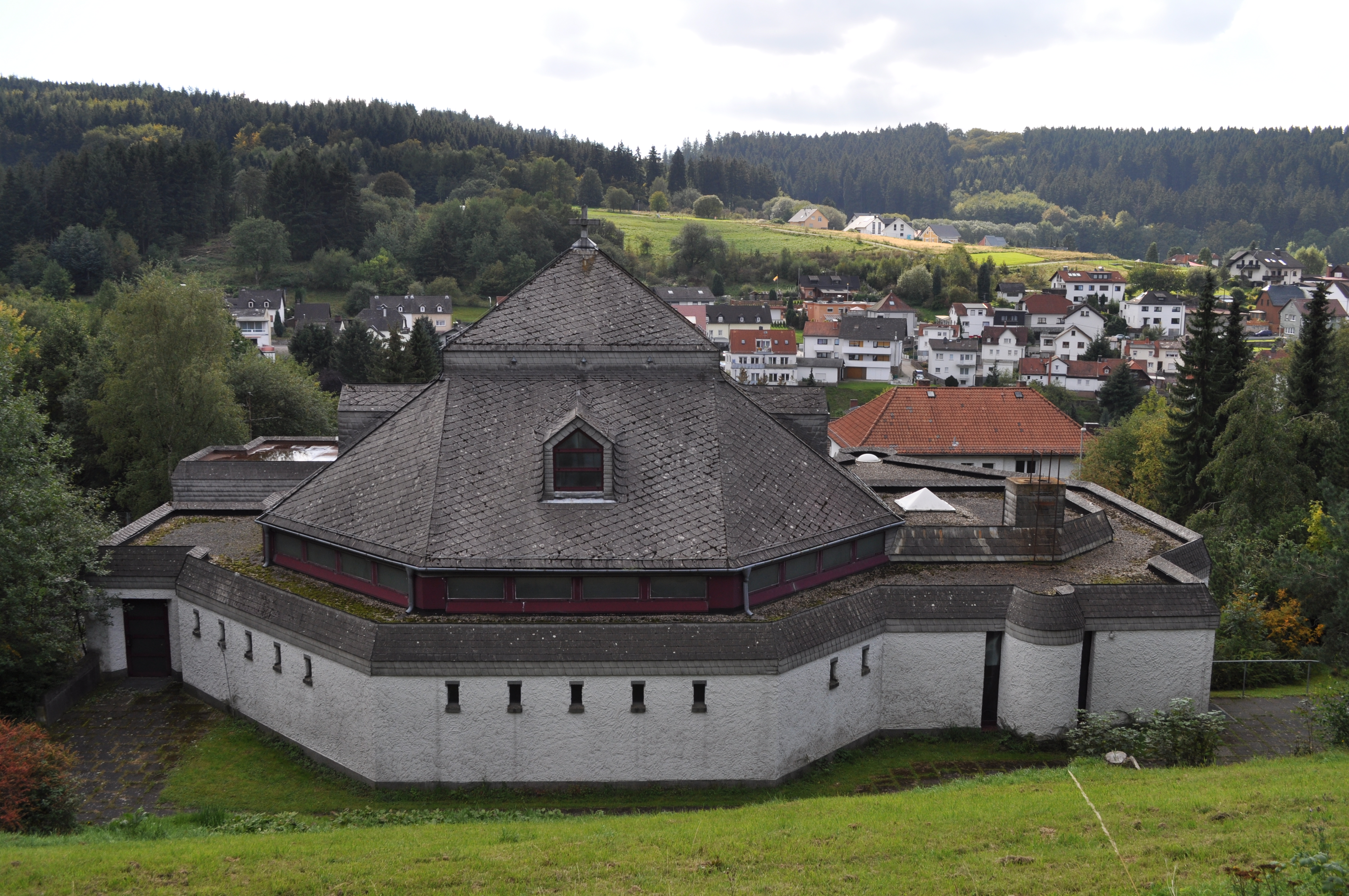
Neue Kirche

Die Grundsteinlegung der neuen Kirche am Zassenrainweg 6 erfolgte am 14. Juni 1979. Sie wurde von dem ortsansässigen Architekten Engelhardt Hofmann geplant und vom Limburger Weihbischof Gerhard Pieschl am 30. November 1980 konsekriert. Der Neubau der Kirche wurde notwendig, da sich bei der bestehenden Kirche in der Ortsmitte herausstellte, dass die notwendige Umgestaltung des Altarraums – gemäß den liturgischen Bestimmungen des Zweiten Vatikanischen Konzils (11. Oktober 1962 – 8. Dezember 1965) – nicht möglich war. Die Statik des Gebäudes ließ eine Umgestaltung nicht zu. Als zentraler Mittelpunkt bildet der Gottesdienstraum das Herzstück der Anlage. Dem Gottesdienstraum angegliedert ist die Sakramentskapelle, die nur durch eine Mauer getrennt ist. Sie bietet Raum für kleine Gruppen.
Die Fenster wurden von Johannes Hewel, einer der führenden deutschen Glasmaler des 20. Jahrhunderts, gestaltet.
Das im selben Gebäude befindliche Gemeindezentrum ist als „Haus der Gemeinde“ konzipiert. In das Ensemble eingebunden ist noch das Wohnhaus in Verbindung mit dem Kirchplatz.
Da die Eisenglocken durch Korrosion beschädigt waren, wurden am 5. Dezember 1997 drei neue Bronzeglocken mit den Schlagtönen d1, f1 und a1 (Moll-Akkord) bei der Gießerei Petit & Gebr. Edelbrock gegossen und am 7. Juni 1998 geweiht. Die Schlagtöne sind auf das Geläut der benachbarten Kirche St. Georg in Oberreifenberg abgestimmt.
| Nr. | Name                    | Gussjahr | Gießer, Gussort                  | Durchmesser | Masse (ca.) | Schlagton | Inschrift |
| --- | ----------------------- | -------- | -------------------------------- | ----------- | ----------- | --------- | --- |
| 1   | St. Johannes der Täufer | 1997     | Petit & Gebr. Edelbrock, Gescher | 1.313 mm    | 1.262 kg    | d′        | „Bereitet den Weg des Herrn! Macht seine Straßen eben! Jedes Tal soll ausgefüllt und jeder Berg und Hügel abgetragen werden.“                  |
| 2   | Maria                   | 1997     | Petit & Gebr. Edelbrock, Gescher | 1.127 mm    | 820 kg      | f′        | „Heilige Maria, Mutter unseres Bruders und Herrn Magnificat- Meine Seele macht groß den Herrn und mein Geist jubelt über Gott, meinen Retter.“ |
| 3   | Hildegard               | 1997     | Petit & Gebr. Edelbrock, Gescher | 912 mm      | 447 kg      | a′        | „Heilige Hildegard Scivias Domini – Wisse die Wege des Herrn “                                                                                 |
| 4   | Josef                   | 1898     | Georg Pfeifer, Kaiserslautern    | 620 mm      | 139 kg      | e″        | „Sancte Joseph, ora pro nobis“ |

Am Johannistag dem 24. Juni 1998 wurden sie erstmals geläutet. Die Gesamtkosten betrugen 150.000 DM, von denen die Kirchengemeinde 82.000 Mark für die neuen Glocken und die 32000 Mark für die dazugehörigen Läutevorrichtungen, Steuerungen und die Montage selbst aufbringen muss. Hierzu wurden 80.000 Mark an Spenden gesammelt. Die größte der alten Glocke steht heute vor der Kirche.

## Weitere Gebäude der Kirchengemeinde
Neben der Kirche wurde 1935 das Pfarrhaus erbaut.
Im Jahr 1951 erfolgte die Eröffnung des Schwesternhauses für 5 Thuine. Nach der Auflösung des Konventes ging das Gebäude in den Besitz der Zivilgemeinde über. Das Schwesternhaus wird seit dem 1. September 2003 als Hospiz Arche Noah genutzt.
Unterhalb der neuen Kirche befindet sich der katholische Kindergarten.

## Pfarrer
Pfarrvikare (ab 1953: Pfarrer) waren
- Peter Kilburg (1901–1906)
- Franz Klohmann (1906–1914)
- Anton Kaiser (1914–1917)
- Martin Quirin (1917–1921)
- Johannes Zoth (1921–1928)
- Theodor Hartgen (1928–1966), seit 1953: Pfarrer
- Josef Kögel (1966–1987), letzter Pfarrer der nur für Niederreifenberg zuständig war
- Albert Dexelmann (1978–1991)[7]
- Heinz Walter Barthenheier (1992–2012)
- Hanns-Jörg Meiller (2000–2012)[8]